# Indiai kakukkgébics
Az indiai kakukkgébics (Coracina macei) a madarak osztályának verébalakúak (Passeriformes)  rendjébe és a tüskésfarúfélék (Campephagidae) családjába tartozó faj.

## Rendszerezése
A fajt René Primevère Lesson francis ornitológus írta le 1830-ban, a Graucalus nembe Graucalus macei néven.

## Alfajai
- Coracina macei nipalensis – (Hodgson, 1836)
- Coracina macei macei – (Lesson, 1831)
- Coracina macei layardi – (Blyth, 1866)
- Coracina macei andamana – (Neumann, 1915)
- Coracina macei siamensis – (Stuart Baker, 1918)
- Coracina macei larutensis – (Sharpe, 1887)
- Coracina macei rexpineti – (Swinhoe, 1863)
- Coracina macei larvivora – (Hartert, 1910)

## Előfordulása
Délkelet-Ázsia területén honos. Természetes élőhelyei a szubtrópusi vagy trópusi száraz erdők, síkvidéki és hegyi esőerdők, valamit szavannák és cserjések, szántóföldek és vidéki kertek. Állandó, nem vonuló faj.

## Megjelenése
Testhossza 23-30 centiméter.
|  |

## Életmódja
Tápláléka rovarokból és lárváikból áll.

## Természetvédelmi helyzete
Az elterjedési területe rendkívül nagy, egyedszáma ugyan csökken, de még nem éri el a kritikus szintet. A Természetvédelmi Világszövetség Vörös listáján nem fenyegetett fajként szerepel.